# 戦いの太鼓
『戦いの太鼓』（たたかいのたいこ、原題：Tomahawk）は1951年のアメリカ合衆国の映画。出演はヴァン・ヘフリン、イヴォンヌ・デ・カーロなど。

## キャスト
※括弧内は日本語吹替（放送日1972年12月31日 TBS）
- ジム・ブリッジャー：ヴァン・ヘフリン（仲木隆司）
- ジュリー・マッデン：イヴォンヌ・デ・カーロ
- ダンシー中尉：アレックス・ニコル（池水通洋）
- カリントン大佐：プレストン・フォスター
- ベックワース：ジャック・オーキー
- バート・ハンナ伍長：ロック・ハドソン

## スタッフ
- 監督：ジョージ・シャーマン
- 製作：レオナルド・ゴールドスタイン
- 脚本：シルヴィア・リチャーズ、モーリス・ジェラティ
- 撮影：チャールズ・P・ボイル
- 編集：ダニー・B・ランドレス
- 音楽：ハンス・サルター